# تأهيل (فلم)
تأهيل هو فيلم من نوع دراما أُصدر في 2011. الفيلم من إخراج Yossi Madmoni ‏، أما السيناريو فكان من كتابة ايريز كاف ايل ‏.

## طاقم التمثيل
- ساسون جاباي
- روث جيلر  [لغات أخرى]‏
- ساره ادلر
- هنري ديفيد
- Israel Demidov  [لغات أخرى]‏
- رامي دانون  [لغات أخرى]‏
- نيفو كيمتشي  [لغات أخرى]‏

## وصلات خارجية
- مقالات تستعمل روابط فنية بلا صلة مع ويكي بيانات